# Pleurothallis oxapampae
Pleurothallis oxapampae là một loài phong lan từ Peru được mô tả lần đầu bởi Carlyle A. Luer vào năm 1982.